# Időtlen szerelem (kanadai film, 2021)
Az Időtlen szerelem (eredeti cím: Time Capsule Romance / Romancing the Birthday Girl) 2021-ben bemutatott kanadai romantikusfilm, melyet Christie Will Wolf rendezett. A főszerepben Emilie Ullerup, Clayton James és Daphne Hoskins látható.

## Cselekmény
Taylor a saját cégénél dolgozik, ami lakások felújításával, lakberendezéssel foglalkozik. Taylor munkamániás. Minden nap relaxáló, meditációs felvételeket hallgat, miközben bemegy dolgozni. 
Harmincadik születésnapján sem akar kivenni egyetlen szabadnapot sem, de meglátogatja az édesapját, aki a közelben lakik. Apja hobbiból festeget. A lányának átad egy összetekert papírlapot, ami egy térkép, ami apja házának környezetét mutatja. Egy nyíl által jelzett helyszínen Taylor egy csillogó fémhengert ás ki a puha földből, amiről kiderül, hogy egy időkapszula. Ez Taylor édesanyjának ajándéka, aki meghalt, amikor ő még kislány volt. Néhány fénykép és a gyerekkorából származó apró tárgy mellett egy köteg levelet talál, amit az édesanyja írt a számára. 
A rövid levelek egy-egy feladatot tartalmaznak. Minden feladatról fényképes bizonyítékot kell készítenie. Az 1. feladat: „Ismerkedj meg valakivel.” Apja úgy gondolja, hogy Taylor édesanyja azt szerette volna, ha a lánya kimozdulna az otthon és a munkahely közötti ingázásból, új embereket ismerne meg és új élményeket szerezne. Taylor azt gondolja, hogy ezt hamar letudja; másnap reggel a kávézóban megkérdezi az egyik felszolgáló nevét és le is fényképezi. 
Este az új szomszéd, Josh kopogtat be hozzá (akit egyszer már futólag látott a ház előtt). A férfi konzervnyitót kér tőle. 
Taylor apja megjegyzi, hogy ez sem számít „megismerkedésnek”, hiszen nem is beszélgettek egymással. Taylor készít valamit a sütőben és este átviszi Josh-hoz, aki még alig pakolt ki valamit a dobozokból (ráadásul nem lehet tudni, hogy melyik dobozban mi van). Taylor ott marad vacsorára, és megismerkedik Josh kislányával, Chloéval. Josh özvegy, a felesége egy éve halt meg.
A 2. feladat: „Tegyél meg valamit, amitől félsz”. Taylor észrevesz az asztalon egy pókot, amire ráborít egy poharat, de Josh segítségét kéri, aki kidobja a pókot a kertbe.
Chloénak kiselőadást kell tartania az órán, amitől fél, mert nem tudja, hogy kezdjen hozzá. Taylor azt javasolja, hogy válassza a kedvenc témáját, mert arról könnyebb beszélni. A kislány az afrikai elefántot választja témának.
Taylor elkezdi sorolni Josh-nak, hogy mennyi mindentől fél, például tériszonya is van. Josh egy erdei sétát javasol, ahol egy függőhídon kell átmenni. Taylor pánikol és menekülni akar, de végül átmegy.
A 3. feladat: „Vegyél ki egy szabadnapot és ne csinálj semmit (vagy amit akarsz).” Taylor szusit készít és a készítésbe bevonja Josh-t is. Majd felajánlja, hogy átmegy segíteni a kipakolásban.
A 4. feladat: „Találj egy csapatot.” Josh erre az iskolai kosárlabda csapatot javasolja, akiknek ő az edzője. Taylor részt vesz az edzésükön.
Az 5. feladat: „Legyél mindig spontán.” Taylor elővesz egy térkép-alkalmazást és behunyt szemmel rábök egy pontra. Elhívja Josh-t, hogy menjen vele, aki éppen ráér, mert Chloe aznap a barátnőjénél alszik. Útközben betérnek egy bio-boltba, ahol „kecske-jóga” foglalkozást hirdetnek, így azon is részt vesznek. (a kis kecskék ösztönösen felmásznak a jógázók hátára).
A 6. (egyben utolsó) feladat: „Mondd meg valakinek, hogy szereted.” Taylor először az asszisztensével gyakorol, majd a tükör előtt. Végül átmegy Josh-hoz, de Sara is ott van, így Taylor megfutamodik és nem mond semmit. A távozása után Sara és Josh beszélgetnek. Josh korábban arra gondolt, hogy Sara lehetne Chloe anyukája, de Sara azt mondja, hogy ő inkább csak barát szeretne maradni, és arra céloz, hogy Josh-nak esetleg Taylor lenne az igazi.
Taylor félreérti a szituációt; átmegy apjához azzal a hírrel, hogy Josh más valakit szeret. De apja azt válaszolja, hogy ha nem mondta meg Josh-nak, hogy szereti, akkor még nincs elvégezve az utolsó feladat. Hozzáteszi, hogy ő és Taylor édesanyja is úgy ismerkedtek meg, hogy Taylor nagyanyja adott a lányának egy feladatsort, amit el kellett végeznie, így ismerkedett meg Taylor későbbi apjával.
Taylor bemegy az iskolába, ahol Josh éppen az üres edzőteremben van. Taylor bevallja neki, hogy szereti, mire Josh ugyanazt válaszolja. Megcsókolják egymást, mire a közben a terembe beszivárgó játékosok tapsolni kezdenek.
Taylor a konyhában foglalatoskodik, amikor Josh és Chloe megérkeznek, és együtt elmennek kirándulni egy Chloe által behunyt szemmel választott helyre. A háttérben eközben a meditációs szöveg hallható.

## Szereplők
(A szereposztás mellett a magyar hangok feltüntetve)
- Emilie Ullerup – Taylor Jones, lakberendező – Kelemen Kata
- Clayton James – Josh, testnevelő tanár, edző – Láng Balázs
- Daphne Hoskins – Chloe, Josh kislánya – Hegedűs Johanna
- Teagan Vincze – Sara, Josh női barátja – Kiss Virág Magdolna
- Devon Alexander – Kyle, Taylor asszisztense – Hám Bertalan
- Grace Beedie – Martha – Nádorfi Krisztina
- Robert Wisden – Taylor apja – Kálid Artúr

További magyar hangok: Bertalan Ágnes, Incze Sára, Oláh Orsolya.